# Budweiser League National Division 1987
La Budweiser League National Division 1987 è stata la 2ª edizione dell'omonimo torneo di football americano. La sua finale è considerata il secondo campionato nazionale britannico (non coincidente con il Britbowl).

## Squadre partecipanti
| Club                           | Città                  | Stadio | Sponsor ufficiale | Risultato nella stagione 1986 |
| ------------------------------ | ---------------------- | ------ | ----------------- | ----------------------------- |
| Birmingham Bulls               | Birmingham             |        |                   |                               |
| Cambridge County Cats          | Sawston                |        |                   |                               |
| Cardiff Tigers                 | Cardiff                |        |                   |                               |
| Chelmsford Cherokee            | Chelmsford             |        |                   |                               |
| CMK Bucks                      | Coventry/Milton Keynes |        |                   |                               |
| Fylde Falcons                  | Lytham St Annes        |        |                   |                               |
| Glasgow Lions                  | Glasgow                |        |                   |                               |
| Leicester Panthers             | Leicester              |        |                   |                               |
| London Ravens                  | Londra                 |        |                   |                               |
| Luton Flyers                   | Luton                  |        |                   |                               |
| Manchester Allstars            | Manchester             |        |                   |                               |
| Manchester Spartans            | Manchester             |        |                   |                               |
| Newcastle Senators             | Gosforth               |        |                   |                               |
| Northamptonshire Stormbringers | Wellingborough         |        |                   |                               |
| Nottingham Hoods               | Nottingham             |        |                   |                               |
| Streatham Olympians            | Streatham              |        |                   |                               |
| Swindon Steelers               | Swindon                |        |                   |                               |
| Slough Silverbacks             | Chiswick               |        |                   |                               |
| Steel City Giants              | Sheffield              |        |                   |                               |
| Thames Valley Chargers         | Reading                |        |                   |                               |

## Stagione regolare

### Calendario

#### 1ª giornata
| 26 aprile 1987 | Swindon Steelers | 57 – 6 | Cardiff Tigers |  |

| 26 aprile 1987 | Birmingham Bulls | 33 – 15 | Leicester Panthers | (2500 spett.) |

| 26 aprile 1987 | Thames Valley Chargers | 20 – 52 | London Ravens |  |

| 26 aprile 1987 | Manchester Allstars | 34 – 6 | Manchester Spartans |  |

| 26 aprile 1987 | Glasgow Lions | 7 – 16 | Newcastle Senators |  |

| 26 aprile 1987 | Slough Silverbacks | - – - (rinviata) | Northamptonshire Stormbringers |  |

| 26 aprile 1987 | Fylde Falcons | 14 – 37 | Nottingham Hoods |  |

| 26 aprile 1987 | Streatham Olympians | 39 – 0 | Steel City Giants |  |

#### 2ª giornata
| 3 maggio 1987 | CMK Bucks | 40 – 13 | Cambridge County Cats |  |

| 3 maggio 1987 | Thames Valley Chargers | 14 – 6 | Leicester Panthers |  |

| 3 maggio 1987 | Glasgow Lions | 12 – 25 | Luton Flyers |  |

| 3 maggio 1987 | Newcastle Senators | 9 – 41 | Manchester Allstars |  |

| 3 maggio 1987 | Chelmsford Cherokee | 9 – 6 | Northamptonshire Stormbringers |  |

| 3 maggio 1987 | London Ravens | 12 – 7 | Streatham Olympians |  |

| 3 maggio 1987 | Birmingham Bulls | 14 – 6 | Swindon Steelers |  |

#### 3ª giornata
| 10 maggio 1987 | Nottingham Hoods | 7 – 2 | Birmingham Bulls |  |

| 10 maggio 1987 | Luton Flyers | 42 – 14 | Cambridge County Cats | (2000 spett.) |

| 10 maggio 1987 | Manchester Spartans | 41 – 13 | Cardiff Tigers |  |

| 10 maggio 1987 | Steel City Giants | 0 – 12 | Chelmsford Cherokee |  |

| 10 maggio 1987 | Northamptonshire Stormbringers | 0 – 24 | CMK Bucks |  |

| 10 maggio 1987 | Manchester Allstars | 16 – 2 | Glasgow Lions |  |

| 10 maggio 1987 | Fylde Falcons | 18 – 6 | Newcastle Senators |  |

| 10 maggio 1987 | Streatham Olympians | 13 – 0 | Thames Valley Chargers |  |

#### 4ª giornata
| 17 maggio 1987 | Manchester Spartans | 27 – 26 | Fylde Falcons |  |

| 17 maggio 1987 | Slough Silverbacks | 8 – 39 | London Ravens |  |

| 17 maggio 1987 | Leicester Panthers | 27 – 18 | Swindon Steelers |  |

#### 5ª giornata
| 24 maggio 1987 | Birmingham Bulls | 13 – 0 | Cardiff Tigers |  |

| 24 maggio 1987 | CMK Bucks | 6 – 12 | Chelmsford Cherokee |  |

| 24 maggio 1987 | Glasgow Lions | 15 – 22 | Fylde Falcons |  |

| 24 maggio 1987 | Newcastle Senators | 28 – 27 | Manchester Spartans |  |

| 24 maggio 1987 | Luton Flyers | 31 – 29 | Northamptonshire Stormbringers |  |

| 24 maggio 1987 | Leicester Panthers | 17 – 6 | Nottingham Hoods |  |

| 24 maggio 1987 | Thames Valley Chargers | 35 – 7 | Slough Silverbacks |  |

| 24 maggio 1987 | London Ravens | 32 – 20 | Steel City Giants |  |

| 24 maggio 1987 | Manchester Allstars | 27 – 12 | Streatham Olympians |  |

#### 6ª giornata
| 31 maggio 1987 | Newcastle Senators | 0 – 35 | Birmingham Bulls |  |

| 31 maggio 1987 | Northamptonshire Stormbringers | 33 – 7 | Cambridge County Cats |  |

| 31 maggio 1987 | London Ravens | 66 – 0 | CMK Bucks |  |

| 31 maggio 1987 | Manchester Spartans | 0 – 20 | Glasgow Lions |  |

| 31 maggio 1987 | Cardiff Tigers | 13 – 30 | Leicester Panthers |  |

| 31 maggio 1987 | Chelmsford Cherokee | 7 – 28 | Luton Flyers |  |

| 31 maggio 1987 | Swindon Steelers | 0 – 32 | Nottingham Hoods |  |

| 31 maggio 1987 | Slough Silverbacks | 18 – 27 | Streatham Olympians |  |

| 31 maggio 1987 | Steel City Giants | 6 – 27 | Thames Valley Chargers |  |

#### 7ª giornata
| 7 giugno 1987 | Cambridge County Cats | 10 – 26 | Chelmsford Cherokee |  |

| 7 giugno 1987 | Birmingham Bulls | 8 – 61 | London Ravens |  |

| 7 giugno 1987 | Streatham Olympians | 41 – 12 | Swindon Steelers |  |

#### 8ª giornata
| 14 giugno 1987 | Leicester Panthers | 49 – 12 | Cardiff Tigers |  |

| 14 giugno 1987 | Luton Flyers | 15 – 7 | Chelmsford Cherokee |  |

| 14 giugno 1987 | Manchester Allstars | 27 – 22 | Fylde Falcons |  |

| 14 giugno 1987 | Glasgow Lions | 20 – 0 | Manchester Spartans |  |

| 14 giugno 1987 | CMK Bucks | 27 – 0 | Newcastle Senators |  |

| 14 giugno 1987 | Cambridge County Cats | 13 – 29 | Northamptonshire Stormbringers |  |

| 14 giugno 1987 | Streatham Olympians | 14 – 20 | Slough Silverbacks |  |

| 14 giugno 1987 | Thames Valley Chargers | 31 – 3 | Steel City Giants |  |

| 14 giugno 1987 | Nottingham Hoods | 34 – 8 | Swindon Steelers |  |

#### 9ª giornata
| 21 giugno 1987 | Cardiff Tigers | 0 – 38 | Birmingham Bulls |  |

| 21 giugno 1987 | Chelmsford Cherokee | 25 – 8 | CMK Bucks |  |

| 21 giugno 1987 | Fylde Falcons | 61 – 18 | Glasgow Lions |  |

| 21 giugno 1987 | Nottingham Hoods | 20 – 44 | Leicester Panthers |  |

| 21 giugno 1987 | Steel City Giants | 0 – 88 | London Ravens |  |

| 21 giugno 1987 | Northamptonshire Stormbringers | 6 – 7 | Luton Flyers |  |

| 21 giugno 1987 | Cambridge County Cats | 12 – 28 | Manchester Allstars |  |

| 21 giugno 1987 | Manchester Spartans | 30 – 34 | Newcastle Senators |  |

| 21 giugno 1987 | Slough Silverbacks | 23 – 7 | Thames Valley Chargers |  |

#### 10ª giornata
| 28 giugno 1987 | Swindon Steelers | 15 – 15 | Cambridge County Cats |  |

| 28 giugno 1987 | Luton Flyers | 37 – 39 | CMK Bucks |  |

| 28 giugno 1987 | Thames Valley Chargers | - – - (rinviata) | Leicester Panthers |  |

| 28 giugno 1987 | Slough Silverbacks | 48 – 14 | Steel City Giants |  |

#### 11ª giornata
| 5 luglio 1987 | Newcastle Senators | 19 – 65 | Fylde Falcons |  |

| 5 luglio 1987 | Swindon Steelers | 8 – 42 | Leicester Panthers |  |

| 5 luglio 1987 | Cambridge County Cats | 0 – 54 | Luton Flyers |  |

| 5 luglio 1987 | Glasgow Lions | 13 – 17 | Manchester Allstars |  |

| 5 luglio 1987 | Chelmsford Cherokee | 36 – 0 | Manchester Spartans |  |

| 5 luglio 1987 | CMK Bucks | 13 – 38 | Northamptonshire Stormbringers |  |

| 5 luglio 1987 | Birmingham Bulls | 29 – 14 | Nottingham Hoods |  |

| 5 luglio 1987 | London Ravens | 20 – 16 | Slough Silverbacks |  |

| 5 luglio 1987 | Cardiff Tigers | 39 – 0 | Steel City Giants |  |

| 5 luglio 1987 | Thames Valley Chargers | 8 – 35 | Streatham Olympians |  |

#### 12ª giornata
| 12 luglio 1987 | Swindon Steelers | 8 – 33 | Birmingham Bulls |  |

| 12 luglio 1987 | Nottingham Hoods | 45 – 30 | Cardiff Tigers |  |

| 12 luglio 1987 | Northamptonshire Stormbringers | 12 – 26 | Chelmsford Cherokee |  |

| 12 luglio 1987 | Cambridge County Cats | 36 – 52 | CMK Bucks |  |

| 12 luglio 1987 | Fylde Falcons | 60 – 0 | Manchester Spartans |  |

| 12 luglio 1987 | Manchester Allstars | 98 – 6 | Newcastle Senators |  |

| 12 luglio 1987 | Steel City Giants | 13 – 45 | Slough Silverbacks |  |

| 12 luglio 1987 | Luton Flyers | 14 – 22 | Thames Valley Chargers |  |

#### 13ª giornata
| 19 luglio 1987 | Leicester Panthers | 37 – 2 | Glasgow Lions |  |

| 19 luglio 1987 | Streatham Olympians | 7 – 24 | London Ravens |  |

| 19 luglio 1987 | Fylde Falcons | 27 – 10 | Manchester Allstars |  |

| 19 luglio 1987 | Cardiff Tigers | 0 – 1 (a tavolino) | Nottingham Hoods |  |

#### 14ª giornata
| 26 luglio 1987 | Leicester Panthers | 21 – 19 | Birmingham Bulls |  |

| 26 luglio 1987 | Chelmsford Cherokee | 42 – 30 | Cambridge County Cats |  |

| 26 luglio 1987 | Northamptonshire Stormbringers | 16 – 27 | Fylde Falcons |  |

| 26 luglio 1987 | Newcastle Senators | 6 – 12 | Glasgow Lions |  |

| 26 luglio 1987 | Steel City Giants | 0 – 70 | Streatham Olympians |  |

| 26 luglio 1987 | CMK Bucks | 0 – 40 | Luton Flyers |  |

| 26 luglio 1987 | Manchester Spartans | 6 – 59 | Manchester Allstars |  |

| 26 luglio 1987 | Nottingham Hoods | 21 – 10 | Slough Silverbacks |  |

| 26 luglio 1987 | Cardiff Tigers | 18 – 6 | Swindon Steelers |  |

| 26 luglio 1987 | London Ravens | 18 – 0 | Thames Valley Chargers |  |

#### 15ª giornata
| 2 agosto 1987 | Thames Valley Chargers | 18 – 36 | Leicester Panthers |  |

| 2 agosto 1987 | Slough Silverbacks | 55 – 8 | Northamptonshire Stormbringers |  |

### Classifica
La classifica della regular season è la seguente:
- PCT = percentuale di vittorie, G = partite giocate, V = partite vinte, P = partite perse, PF = punti fatti, PS = punti subiti

#### Northern Conference
| Pos. | Squadra             | PCT   | G  | V  | N | P | PF  | PS  |
| ---- | ------------------- | ----- | -- | -- | - | - | --- | --- |
| 1    | Manchester Allstars | 1.000 | 10 | 10 | 0 | 0 | 387 | 117 |
| 2    | Fylde Falcons       | .600  | 10 | 6  | 0 | 4 | 342 | 205 |
| 3    | Newcastle Senators  | .300  | 10 | 3  | 0 | 7 | 124 | 360 |
| 4    | Glasgow Lions       | .300  | 10 | 3  | 0 | 7 | 121 | 200 |
| 5    | Manchester Spartans | .200  | 10 | 2  | 0 | 8 | 137 | 330 |

#### Western Conference
| Pos. | Squadra            | PCT  | G  | V | N | P | PF  | PS  |
| ---- | ------------------ | ---- | -- | - | - | - | --- | --- |
| 1    | Leicester Panthers | .900 | 10 | 9 | 0 | 1 | 318 | 149 |
| 2    | Birmingham Bulls   | .700 | 10 | 7 | 0 | 3 | 224 | 132 |
| 3    | Nottingham Hoods   | .500 | 10 | 7 | 0 | 3 | 217 | 154 |
| 4    | Cardiff Tigers     | .200 | 10 | 2 | 0 | 8 | 131 | 280 |
| 5    | Swindon Steelers   | .150 | 10 | 1 | 1 | 8 | 138 | 263 |

#### Eastern Conference
| Pos. | Squadra                        | PCT  | G  | V | N | P | PF  | PS  |
| ---- | ------------------------------ | ---- | -- | - | - | - | --- | --- |
| 1    | Luton Flyers                   | .800 | 10 | 8 | 0 | 2 | 293 | 136 |
| 2    | Chelmsford Cherokee            | .800 | 10 | 8 | 0 | 2 | 202 | 115 |
| 3    | CMK Bucks                      | .500 | 10 | 5 | 0 | 5 | 209 | 267 |
| 4    | Northamptonshire Stormbringers | .300 | 10 | 3 | 0 | 7 | 177 | 212 |
| 5    | Cambridge County Cats          | .050 | 10 | 0 | 1 | 9 | 152 | 361 |

#### Southern Conference
| Pos. | Squadra                | PCT   | G  | V  | N | P  | PF  | PS  |
| ---- | ---------------------- | ----- | -- | -- | - | -- | --- | --- |
| 1    | London Ravens          | 1.000 | 10 | 10 | 0 | 0  | 412 | 86  |
| 2    | Streatham Olympians    | .600  | 10 | 6  | 0 | 4  | 266 | 121 |
| 3    | Slough Silverbacks     | .500  | 10 | 5  | 0 | 5  | 243 | 214 |
| 4    | Thames Valley Chargers | .400  | 10 | 4  | 0 | 6  | 168 | 207 |
| 5    | Steel City Giants      | .000  | 10 | 0  | 0 | 10 | 57  | 424 |

## Playoff

### Tabellone
|  | Quarti di finale    | Quarti di finale    | Quarti di finale    |                     |                     | Semifinali          | Semifinali | Semifinali |  |  | II Bud Bowl | II Bud Bowl | II Bud Bowl |  |
|  |                     |                     |                     |                     |                     |                     |            |            |  |  |             |             |             |  |
|  | London Ravens       | London Ravens       | 41                  |                     |                     |                     |            |            |  |  |             |             |             |  |
|  | London Ravens       | London Ravens       | 41                  |                     |                     |                     |            |            |  |  |             |             |             |  |
|  | Fylde Falcons       | Fylde Falcons       | 0                   |                     |                     |                     |            |            |  |  |             |             |             |  |
|  | Fylde Falcons       | Fylde Falcons       | 0                   |                     | London Ravens       | London Ravens       | 56         |            |  |  |             |             |             |  |
|  |                     |                     |                     |                     | London Ravens       | London Ravens       | 56         |            |  |  |             |             |             |  |
|  |                     |                     | Luton Flyers        | Luton Flyers        | 0                   |                     |            |            |  |  |             |             |             |  |
|  | Luton Flyers        | Luton Flyers        | Luton Flyers        | Luton Flyers        | 0                   | 37                  |            |            |  |  |             |             |             |  |
|  | Luton Flyers        | Luton Flyers        |                     |                     |                     |                     |            |            |  |  |             |             |             |  |
|  | Birmingham Bulls    | Birmingham Bulls    | 17                  |                     |                     |                     |            |            |  |  |             |             |             |  |
|  | Birmingham Bulls    | Birmingham Bulls    | 17                  |                     | London Ravens       | London Ravens       | 40         |            |  |  |             |             |             |  |
|  |                     |                     |                     |                     |                     |                     |            |            |  |  |             |             |             |  |
|  |                     |                     | Manchester Allstars | Manchester Allstars | 23                  |                     |            |            |  |  |             |             |             |  |
|  | Manchester Allstars | Manchester Allstars | Manchester Allstars | Manchester Allstars | 23                  | 26                  |            |            |  |  |             |             |             |  |
|  | Manchester Allstars | Manchester Allstars |                     |                     |                     |                     |            |            |  |  |             |             |             |  |
|  | Streatham Olympians | Streatham Olympians | 25                  |                     |                     |                     |            |            |  |  |             |             |             |  |
|  | Streatham Olympians | Streatham Olympians | 25                  |                     | Manchester Allstars | Manchester Allstars | 42         |            |  |  |             |             |             |  |
|  |                     |                     |                     |                     | Manchester Allstars | Manchester Allstars | 42         |            |  |  |             |             |             |  |
|  |                     |                     | Leicester Panthers  | Leicester Panthers  | 16                  |                     |            |            |  |  |             |             |             |  |
|  | Leicester Panthers  | Leicester Panthers  | Leicester Panthers  | Leicester Panthers  | 16                  | 41                  |            |            |  |  |             |             |             |  |
|  | Leicester Panthers  | Leicester Panthers  |                     |                     |                     |                     |            |            |  |  |             |             |             |  |
|  | Chelmsford Cherokee | Chelmsford Cherokee | 0                   |                     |                     |                     |            |            |  |  |             |             |             |  |

### Quarti di finale
| Luton 14 agosto 1987 | Luton Flyers | 37 – 17 | Birmingham Bulls | Kenilworth Road |

| Oldham 15 agosto 1987 | Manchester Allstars | 26 – 25 | Streatham Olympians | Boundary Park (3000 spett.) |

| Leicester 16 agosto 1987 | Leicester Panthers | 41 – 0 | Chelmsford Cherokee | Saffron Lane sports centre |

| Richmond upon Thames 16 agosto 1987 | London Ravens | 41 – 0 | Fylde Falcons | Richmond Athletic Ground |

### Semifinali
| Oldham 30 agosto 1987 | Manchester Allstars | 42 – 16 | Leicester Panthers | Boundary Park |

| Richmond upon Thames 30 agosto 1987 | London Ravens | 56 – 0 | Luton Flyers | Richmond Athletic Ground |

### II Bud Bowl
| Londra 20 settembre 1987 | London Ravens | 40 – 23 | Manchester Allstars | Loftus Road |

## Verdetti
- London Ravens vincitori del Bud Bowl (campioni di Gran Bretagna) 1987